# 褶纹冠蚌
褶纹冠蚌（学名：Cristaria plicata）为蚌科冠蚌属的动物，俗名大江贝、湖蚌、水壳、棉鞋蚌。分布于俄罗斯、日本、越南以及中国大陆的黑龙江、吉林、河北、河南、山东、安徽、江苏、浙江、江西、湖北、湖南等地，一般栖息于淡水 缓流及静水水域的湖泊、河流以及沟渠和池塘的泥底或泥沙底裡。
种名 plicata 意为“有褶皱的”。
目前上海海洋大學水產與生命學院的农业部淡水水产种质资源重点实验室正在研究有關人工培殖本物種。

## 外部連結
- 珍珠母 Zhenzhumu（页面存档备份，存于） 中藥材圖像數據庫 (香港浸會大學中醫藥學院)